# Gabriel Liiceanu
Gabriel Liiceanu (Râmnicu Vâlcea, 23 de maig de 1942) és un filòsof, intèrpret i escriptor romanès. Deixeble del filòsof Constantin Noica, durant el període comunista fou conegut sobretot com a interprete del filòsof alemany Martin Heidegger. Des del 1990 és el director de l'Editorial Humanitas, una de les més importants institucions culturals romaneses, projecte ideat durant els anys de l'Escola de Păltiniș.
Després de la Revolució de 1989 ha participat en els principals espais públics de l'espai cultural i polític romanès, adquirint l'estatus d'intel·lectual públic d'importància, però alhora sent objecte de fortes crítiques. El 1995 va aparèixer en el documentari Apocalipsa după Cioran, narrada i escrita per ell mateix, que conté l'única entrevista en romanès filmada del filòsof Emil Cioran. Després del 2000, ha realitzat amb Andrei Pleșu diferents emissions televisives d'àmbit cultural (Altfel, la Realitatea TV i 50 de minute cu Pleșu și Liiceanu a la TVR1). Actualment és membre de la Societat Romanesa de Fenomenologia i del Grup per al Diàleg Social.

## Educació
Va començar com a estudiant de 5è grau a l'escola mitjana no. 12 (de l'actual Col·legi Nacional «Spiru Haret») i 3 anys més tard es mou i gradua al liceu Gheorghe Lazar. Es gradua a la Facultat de Filosofia el 1965 i a la Facultat de Llengües Clàssiques el 1973 a Bucarest. El 1976 obté el doctorat de Filosofia amb la tesi Tragicul. O fenomenologie a limitei și depășirii (El tràgic. Una fenomenologia al límit i superació).
Fou un jove investigador a l'Institut de Filosofia durant els anys 70, i comença a assistir juntament amb Andrei Pleşu a l'Escola de Păltiniș, esdevenint un dels alumnes favorits de Noica. Les seves obres Jurnalul de la Păltiniș și Epistolar destaquen la importància d'aquest període en la seva formació.

## Visió filosòfica
Algunes de les idees més comentades en la seva obra són l'alienació, la contingència, la llibertat, l'aporia moral o la facticitat. El seu pensament pot ser definit com a agnòstic i existencial (un problema real no pot correspondre a un coneixement real, a Ușa interzisă). Les seves idees han rebut tot tipus d'influència: de l'idealisme platònic, Kant, Schelling, Husserl i de l'ontofenomenologia de Heidegger. Transmet a l'obra Despre limită una fenomenologia existencial definida d'idees que transcendeixen la determinació general per una necessitat històrica, basada en una responsabilitat individual obtinguda mitjançant l'elecció, la projecció i la determinació.

## Debats i polèmica
Com a director de l'Editorial Humanitas, Gabriel Liiceanu ha reeditat després de la Revolució de 1989 molts autors romanesos que havien estat prohibits (totalment o parcialment) durant el període comunista. L'àmbit de les obres publicades és molt ampli: filosofia (Emil Cioran, Mircea Eliade, Nae Ionescu), literatura (Eugen Ionescu, Lucian Blaga) i història (memòries de Constantin Argetoianu, I. G. Duca). Cal destacar la publicació el 1996 dels escrits íntims de l'escriptor romanès d'origen jueu Mihail Sebastian, que no havien vist la llum després de la seva mort el 1945, on s'evidencia el profund antisemitisme i feixisme de la cultura romanesa durant el període interbèl·lic.
Gabriel Liiceanu, amb l'ajut de Monica Lovinescu i Virgil Ierunca s'han mostrat plenament favorables de recuperar totes les obres d'autors com Mircea Eliade i Emil Cioran en virtut de llur valor estètic. Això l'ha fet objecte de crítiques com les de l'antic dissident polític Gabriel Andreescu, que considera que tot això estaria facilitant un ressorgiment de l'extremisme dretà.
Va ser part central del debat públic el 1999, arran dels bombardejos a Sèrbia per part de l'OTAN. En aquells moments va donar suport al ministre d'exteriors Andrei Pleșu, que permetia als avions de l'OTAN sobrevolar l'espai aeri romanès, tot i que l'opinió pública era favorable al fet que Romania continués com a estat neutre. Molts analistes consideren que això va contribuir que pocs anys més tard Romania s'adherís a l'OTAN el 2004.

## Destacats biogràfics
- 1960-1965 - Facultat de Filosofia de la Universitat de Bucarest
- 1968-1973 - Facultat de Llengües Clàssiques de la Universitat de Bucarest
- 1976 - Doctorat en Filosofia de la Universitat de Bucarest
- 1982-1984 - Erudit a la Fundació Alexander von Humboldt
- des de 1990 - Director de l'Editorial Humanitas
- des de 1992 - Professor de la Facultat de Filosofia de la Universitat de Bucarest